# 月亭方正
月亭方正（1968年2月15日—），本名及舊藝名山崎邦正，是日本男性落語家、搞笑藝人，所屬經紀公司為吉本興業大阪本部（吉本創意經紀）。出身於兵庫縣西宮市。育有一子兩女。
2009年12月，加入上方落語協會。2013年1月1日，正式將藝名由「山崎邦正」改為「月亭方正」。

## 外部連結
- 官方部落格（日語）
- 月亭方正的X（前Twitter）（日語）